# Seznam ostrovů Nového Zélandu
Ostrovy Nového Zélandu (anglicky ostrov – island, maorsky ostrov – te). Tabulka obsahuje přehled ostrovů Nového Zélandu s plochou přes 10 km². Obsahuje i ostrovy novozélandských závislých území (Niue, Cookovy ostrovy), které jsou uvedeny bez pořadového čísla. Nejsou uvedeny ostrovy Rossovy dependence a říční ostrovy (Rakaia, Fereday, Rangitata, Inch Clutha, Rabbit).
| #  | ostrov            | maorsky               | anglicky              | oblast/teritorium   | rozloha (km²) | max.nadm.výška (m) |
| -- | ----------------- | --------------------- | --------------------- | ------------------- | ------------- | ------------------ |
| 1  | Jižní ostrov      | Te Wai-pounamu        | South Island          | Jižní ostrov        | 145 836       | 3754               |
| 2  | Severní ostrov    | Te Ika-a-Māui         | North Island          | Severní ostrov      | 111 583       | 2797               |
| 3  | Stewartův ostrov  | Rakiura               | Stewart Island        | Jižní ostrov        | 1746          | 979                |
| 4  | Chathamův ostrov  | Wharekauri            | Chatham Island        | Chathamské ostrovy  | 745           | 299                |
| 5  | Aucklandův ostrov | Motu Maha             | Auckland Island       | Aucklandovy ostrovy | 510           | 650                |
| –  | Niue              | [ pozn. 2 ]           | Niue                  | Niue                | 264           | 60                 |
| 6  | Great Barrier     | Aotea                 | Great Barrier Island  | Severní ostrov      | 285           | 621                |
| 7  | Resolution        | Taumoana              | Resolution Island     | Jižní ostrov        | 211           | ?                  |
| 8  | D'Urvillův ostrov | Rangitoto Ki Te Tonga | D'Urville Island      | Jižní ostrov        | 150           | ?                  |
| 9  | Campbellův ostrov | Motu Ihupuku          | Campbell Island       | Campbellovy ostrovy | 113           | 500                |
| 10 | Adamsův ostrov    |                       | Adams Island          | Aucklandovy ostrovy | 97            | 660                |
| 11 | Waiheke           | Waiheke               | Waiheke Island        | Severní ostrov      | 92            | 231                |
| 12 | Secretary         | Rangitoa              | Secretary Island      | Jižní ostrov        | 82            | 1200               |
| 13 | Arapawa           | Arapawa               | Arapawa Island        | Jižní ostrov        | 75            | ?                  |
| –  | Rarotonga         |                       | Rarotonga             | Cookovy ostrovy     | 68            | 658                |
| 14 | Pittův ostrov     | Rangiauria            | Pitt Island           | Chathamské ostrovy  | 66            | 241                |
| 15 | Matakana          | Matakana              | Matakana Island       | Severní ostrov      | 60,7          | 72                 |
| 16 | Raoul             | Rangitahua            | Raoul Island          | Kermadekovy ostrovy | 29,4          | 516                |
| 17 | Little Barrier    | Hauturu               | Little Barrier Island | Severní ostrov      | 28            | 722                |
| 18 | Rangitoto         | Rangitoto             | Rangitoto Island      | Severní ostrov      | 23            | 260                |
| –  | Mitiaro           |                       | Mitiaro               | Cookovy ostrovy     | 22            | ?                  |
| 19 | ostrov Protinožců |                       | Antipodes Island      | ostrovy Protinožců  | 20            | 366                |
| 20 | Kapiti            | Kapiti                | Kapiti Island         | Severní ostrov      | 19,7          | ?                  |
| 21 | Kawau             | Kawau                 | Kawau Island          | Severní ostrov      | 19            | ?                  |
| 22 | Motu Roa          | Motu Roa              | Long Island           | Jižní ostrov        | 18,8          | ?                  |
| –  | Aitutaki          |                       | Aitutaki              | Cookovy ostrovy     | 18            | ?                  |
| 23 | Ure Toto          | Ure Toto              | Cooper Island         | Jižní ostrov        | 17,8          | ?                  |
| 24 | Ponui             | Ponui                 | Ponui Island          | Severní ostrov      | 17,7          | ?                  |
| 25 | Great Mercury     | Ahuahu                | Great Mercuryi Island | Severní ostrov      | 17,2          | ?                  |
| 26 | Ruapuke           | Ruapuke               | Ruapuke Island        | Jižní ostrov        | 16            | 64                 |
| 27 | Anchor            | Puke Nui              | Anchor Island         | Jižní ostrov        | 15,2          | ?                  |
| 28 | Motutapu          | Motutapu              | Motutapu Island       | Severní ostrov      | 15,1          | ?                  |
| 29 | Codfish           | Whenua Hou            | Codfish Island        | Jižní ostrov        | 14            | 249                |
| 30 | Mayor             | Tuhua                 | Mayor Island          | Severní ostrov      | 13            | 355                |

## Souostroví
Pod správu Nového Zélandu patří tato tichomořská souostroví:
- Aucklandské ostrovy
- ostrovy Bounty
- Campbellovy ostrovy
- Chathamské ostrovy
- Kermadekovy ostrovy
- ostrovy Protinožců